# Geoff Coffin
Geoff Coffin (17 tháng 8 năm 1924 – 12 tháng 3 năm 2015) là một cầu thủ bóng đá thi đấu ở vị trí tiền đạo trung tâm cho Heath Rangers, Chester và Winsford United. Ông sinh ra ở Chester.